# Археанактид (II)
Археанактид (II) — предполагаемый правитель Боспорского царства из династии Археанактидов, правивший, возможно, около 460—455 годов до н. э.
Согласно Диодору Сицилийскому, первая династия царей Боспорского государства, известных как Археанактиды, правила в течение сорока двух лет.
История Боспора этого времени может быть детализирована только благодаря нумизматике. При Археанактидах в Пантипакее начинают чеканиться монеты при святилище Аполлона. Выпуск же их обычно являлся прерогативой монархической власти, поэтому, возможно, Диодор Сицилийский и охарактеризовал Археанактидов как царей. Введение в обиход третьей группы храмовых монет — на аверсе которых изображена голова льва в фас, а на реверсе — уже звезда, возможно, связано с правителем, названном историком В. А. Анохиным, «Археанактидом (II)». До этого различие храмовых монет с городскими было минимальным — оно проводится только по количеству точек на реверсе. По замечанию исследователя, этот Археанактид, самостоятельно определявший тип чеканки, правил около 460—455 годов до н. э..